# 원당중학교 (경기)
원당중학교(元堂中學校)는 대한민국 경기도 고양시 덕양구 주교동에 있는 공립 중학교이다.

## 학교 연혁
- 1983년 1월 16일 : 원당중학교 설립 인가(9학급)
- 1984년 3월 1일 : 초대 남천식 교장 취임(10,17 개교기념식)
- 1984년 3월 5일 : 제1회 입학 200명(3학급)
- 1987년 2월 11일 : 제1회 졸업생 201명
- 2002년 7월 20일 : 동편 1개동(지하포함 5층) 증축
- 2009년 12월 30일 : 인조잔디구장 완공
- 2011년 3월 30일 : 다목적 운동장 완공
- 2012년 4월 23일 : 야구부 창단
- 2019년 3월 4일 : 제36회 입학식 (3학급 79명)
- 2020년 1월 6일 : 제34회 졸업식 (100명, 졸업누계 9,880명)
- 2020년 3월 1일 : 제14대 심춘경 교장 취임

## 참고 자료
- 원당중학교 - 한국교육학술정보원 학교알리미